# پارک دیل (تورنتو)
پارک دیل (انگلیسی: Parkdale, Toronto) یک محله و روستای سابق در تورنتو، انتاریو، کانادا، غرب مرکز شهر تورنتو است.